# Adolf Schellenberg
Adolf Gustav Schellenberg (* 24. November 1882 in Wiesbaden; † 16. Mai 1954) war ein deutscher Zoologe und Direktor des Museums für Naturkunde in Berlin.

## Leben
Adolf Gustav entstammte der Familie Schellenberg. Er wurde 1882 als Sohn des Juweliers Johann Karl Christian Heinrich Wilhelm Schellenberg (1844–1915) und dessen Ehefrau Auguste Elise Wilhelmine, geborene Querfeld (* 1852) geboren und hatte drei Schwestern.
Im Jahr 1902 erwarb Schellenberg am Realgymnasium seiner Geburtsstadt Wiesbaden das Reifezeugnis. Es folgte eine kaufmännische Lehre in Hamburg und London bis 1905. Nach Absolvierung der Wehrpflicht in München studierte er Zoologie und Naturwissenschaften. Im Jahr 1910 promovierte er mit der Dissertation Ovogenese, Eireifung und Befruchtung von Fasciola hepatica L. über die Fortpflanzung des Großen Leberegels.
Im Jahr 1911 arbeitete er an der Zoologischen Station Neapel, im Jahr 1912 als Assistent am Zoologischen Garten Breslau, sowie im gleichen Jahr Assistent am Breslauer Zoologischen Institut unter Wilhelm Kükenthal. Als Leutnant der Reserve nahm er seit 1914 am Ersten Weltkrieg teil. Eine Granate zertrümmerte im April 1918 sein rechtes Fußgelenk. 1918 trat er seine Tätigkeit als Kustos am Berliner Naturkundemuseum an.
Im Jahr 1920 heiratete er in Berlin Erika Emilie Sophie Meyer (* 1894 in Hamburg). In dieser Ehe wurden ein Sohn und eine Tochter geboren. Der Sohn starb 1945 im Zweiten Weltkrieg in Italien, was für dessen Eltern ein schwerer Schlag war.
1924 wurde er Professor, im Jahr 1939 zweiter Direktor des Naturkundemuseums, von 1949 bis 1951 war er erster Direktor. Viele Jahre leitete er die Hauptbibliothek des Museums. Auch um die Gesellschaft Naturforschender Freunde zu Berlin machte sich Schellenberg verdient. Im Jahr 1952 trat er in den Ruhestand. Sein Nachfolger als Kustos der Crustaceensammlung wurde Hans-Eckhard Gruner.
Schellenberg veröffentlichte zahlreiche wissenschaftliche Beiträge. Er hatte sich auf Krebstiere (Crustaceen), insbesondere Flohkrebse (Amphipoden) spezialisiert.

## Schriften (Auswahl)
- Neue norwegische Notodelphyiden (= Det Kongelige Norske Videnskabers Selskab: Skrifter). Aktietrykkeriet, Trondheim 1921.
- Amphipoda 3. Die Gammariden der Deutschen Tiefsee-Expedition (= Wissenschaftliche Ergebnisse der Deutschen Tiefsee-Expedition auf dem Dampfer Valdivia 1898/99. Band 23, Nr. 5). G. Fischer, Jena 1926.
- Die Tierwelt Deutschlands und der angrenzenden Meeresteile nach ihren Merkmalen und nach ihrer Lebensweise. Goecke & Evers, Keltern (begründet von Friedrich Dahl):
  - Band 10: Krebstiere od. Crustacea. Nr. 2: Decapoda, Zehnfüsser.  1928.
  - Band 40: Krebstiere oder Crustacea. Nr. 4: Flohkrebse oder Amphipoda. 1942.
- Gammariden und Caprelliden des Magellangebietes, Südgeorgiens und der Westantarktis (= Further zoological Results of the Swedish antarctic expedition 1901–1903. Band 2, Nr. 6). Riksmuseet, Stockholm 1931.
- Litorale Amphipoden des tropischen Pazifiks. Nach Sammlungen von Prof. Bock (= Kungliga Svenska Vetenskapsakademiens handlingar. Reihe 3, Band 16, Nr. 6). Almqvist & Wiksell bzw. Friedländer, Stockholm bzw. Berlin 1938.